# Spelthorne
Spelthorne är ett distrikt (motsvarande kommun) i grevskapet Surrey i England, Storbritannien. Distriktet har 103 551 invånare (2022). Större orter är Ashford, Staines-upon-Thames, Stanwell och Sunbury-on-Thames. Distriktet har inga civil parishes. 
Fram till 1965 var Spelthorne en del av grevskapet Middlesex. I norr gränsar distriktet till London-Heathrows flygplats. 